# Mesosemia magete
Mesosemia magete is een vlindersoort uit de familie van de prachtvlinders (Riodinidae), onderfamilie Riodininae.
Mesosemia magete werd in 1860 beschreven door Hewitson.